# Sopracaricato
Sopracaricato è un termine utilizzato in araldica per indicare una figura che ne carica un'altra già caricante il campo.

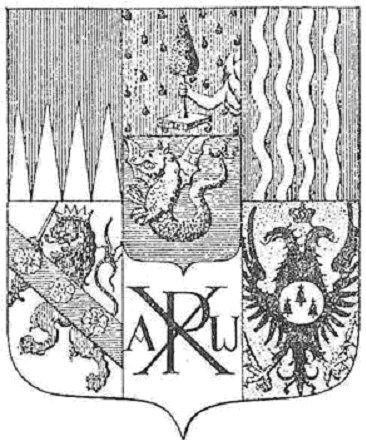
Aquila caricata da un bisante sopracaricato da tre mosche d'armellino